# Санкт-Бернхард (Тюрингия)
Санкт-Бернхард (нем. St. Bernhard) — община в Германии, в земле Тюрингия.
Входит в состав района Хильдбургхаузен. Подчиняется управлению Фельдштайн. Население составляет 282 человека (на 31 декабря 2010 года). Занимает площадь 7,36 км².